# Anchenoncourt-et-Chazel
Anchenoncourt-et-Chazel és un municipi francès situat al departament de l'Alt Saona i a la regió de Borgonya - Franc Comtat. L'any 2007 tenia 237 habitants.

## Demografia

### Població
El 2007 la població de fet d'Anchenoncourt-et-Chazel era de 237 persones. Hi havia 100 famílies, de les quals 24 eren unipersonals (12 homes vivint sols i 12 dones vivint soles), 40 parelles sense fills i 36 parelles amb fills.
La població ha evolucionat segons el següent gràfic:
Habitants censats

### Habitatges
El 2007 hi havia 128 habitatges, 96 eren l'habitatge principal de la família, 17 eren segones residències i 15 estaven desocupats. 125 eren cases i 2 eren apartaments. Dels 96 habitatges principals, 87 estaven ocupats pels seus propietaris, 6 estaven llogats i ocupats pels llogaters i 3 estaven cedits a títol gratuït; 2 tenien dues cambres, 6 en tenien tres, 18 en tenien quatre i 70 en tenien cinc o més. 84 habitatges disposaven pel capbaix d'una plaça de pàrquing. A 43 habitatges hi havia un automòbil i a 48 n'hi havia dos o més.

### Piràmide de població
La piràmide de població per edats i sexe el 2009 era:
| Homes | Edats   | Dones |
| ----- | ------- | ----- |
| 0     | 95 o +  | 0     |
| 4     | 90 a 94 | 4     |
| 4     | 85 a 89 | 4     |
| 0     | 80 a 84 | 0     |
| 4     | 75 a 79 | 4     |
| 0     | 70 a 74 | 8     |
| 0     | 65 a 69 | 0     |
| 12    | 60 a 64 | 4     |
| 0     | 55 a 59 | 0     |
| 20    | 50 a 54 | 8     |
| 8     | 45 a 49 | 20    |
| 12    | 40 a 44 | 8     |
| 4     | 35 a 39 | 4     |
| 16    | 30 a 34 | 8     |
| 0     | 25 a 29 | 4     |
| 8     | 20 a 24 | 0     |
| 4     | 15 a 19 | 12    |
| 12    | 10 a 14 | 4     |
| 8     | 5 a 9   | 4     |
| 0     | 0 a 4   | 0     |

## Economia
El 2007 la població en edat de treballar era de 160 persones, 111 eren actives i 49 eren inactives. De les 111 persones actives 105 estaven ocupades (58 homes i 47 dones) i 6 estaven aturades (3 homes i 3 dones). De les 49 persones inactives 23 estaven jubilades, 9 estaven estudiant i 17 estaven classificades com a «altres inactius».

### Ingressos
El 2009 a Anchenoncourt-et-Chazel hi havia 98 unitats fiscals que integraven 242 persones, la mediana anual d'ingressos fiscals per persona era de 18.245 €.

### Activitats econòmiques
L'any 2000 a Anchenoncourt-et-Chazel hi havia 8 explotacions agrícoles.

## Equipaments sanitaris i escolars
El 2009 hi havia una escola maternal integrada dins d'un grup escolar amb les comunes properes formant una escola dispersa.

## Poblacions més properes
El següent diagrama mostra les poblacions més properes.